# Itaipu Binacional
A Itaipu Binacional é uma entidade binacional pertencente à República Federativa do Brasil e à República do Paraguai. Foi constituída pelo Tratado de Itaipu para a operação da Usina Hidrelétrica de Itaipu. Seu aspecto de empresa jurídica de direito privado binacional deve-se às ordens jurídicas de ambos os países às quais está submetida.
Os países possuem a mesma participação na entidade: a ENBPar possui 50% e a Administração Nacional de Eletricidade (Administración Nacional de Eletricidad, ANDE) com os outros 50%, representando o Brasil e o Paraguai respectivamente. Ambos indicam paritariamente os doze membros do Conselho de Administração. Dos seis membros de indicação brasileira, um é da ENBPar e outro do Ministério das Relações Exteriores. O Conselho elege a Diretoria Executiva também de forma paritária.
Entre 2013 e 2023, Itaipu Binacional atendeu mais de 13% da demanda de energia elétrica brasileira e 90% do consumo de eletricidade paraguaio, tendo gerado 2,9 bilhões de megawatts-hora gerados desde o início de seu funcionamento.
A produção de energia de  Itaipu é dividida meio a meio. No entanto, como o Paraguai não consome toda a sua parcela de 50%, cerca de 35% são mandados para o Brasil.

## Histórico
A usina hidrelétrica de Itaipu começou a ser pensada ainda na década de 1960, quando foram assinados os primeiros acordos de cooperação entre Brasil e Paraguai. Em 22 de julho de 1966, os ministros das Relações Exteriores do Brasil, Juracy Magalhães, e do Paraguai, Sapena Pastor, assinaram a "Ata do Iguaçu", uma declaração conjunta de interesse mútuo para estudar o aproveitamento dos recursos hídricos dos dois países, no trecho do Rio Paraná "desde e inclusive o Salto de Sete Quedas até a foz do Rio Iguaçu".
As primeiras pesquisas de campo para a elaboração do projeto foram feitas em pequenas balsas por técnicos brasileiros e paraguaios. O local escolhido para a construção foi um ponto do rio conhecido como Itaipu, que em tupi quer dizer "a pedra que canta". As dimensões do projeto também foram traçadas desde o início: a área da hidrelétrica vai de Foz do Iguaçu, no Brasil, e Ciudad del Este, no sul do Paraguai, até Guaíra e Salto del Guairá, no norte deste país.
A formalização do empreendimento se deu com a assinatura do Tratado de Itaipu em 1973, que estabeleceu os pontos para o financiamento da obra e a operação da empresa, num modelo de sociedade binacional, pertencente às duas nações em partes iguais. Pelo documento, cada um dos países tem direito a 50% da energia produzida. Caso uma das partes não use toda a cota, deve vender o excedente ao parceiro a preço de custo.

### Construção

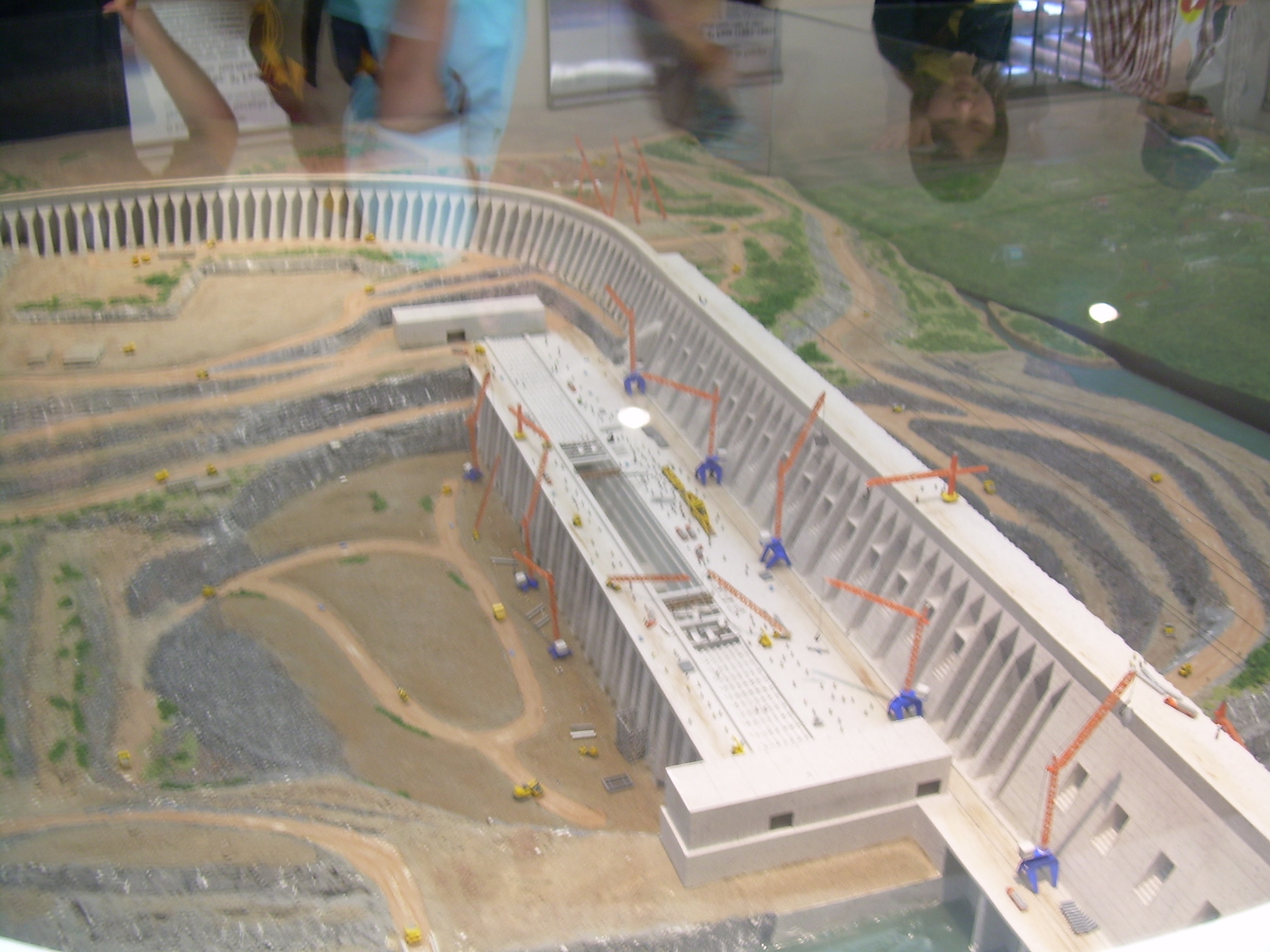
Maquete da usina durante a sua construção.

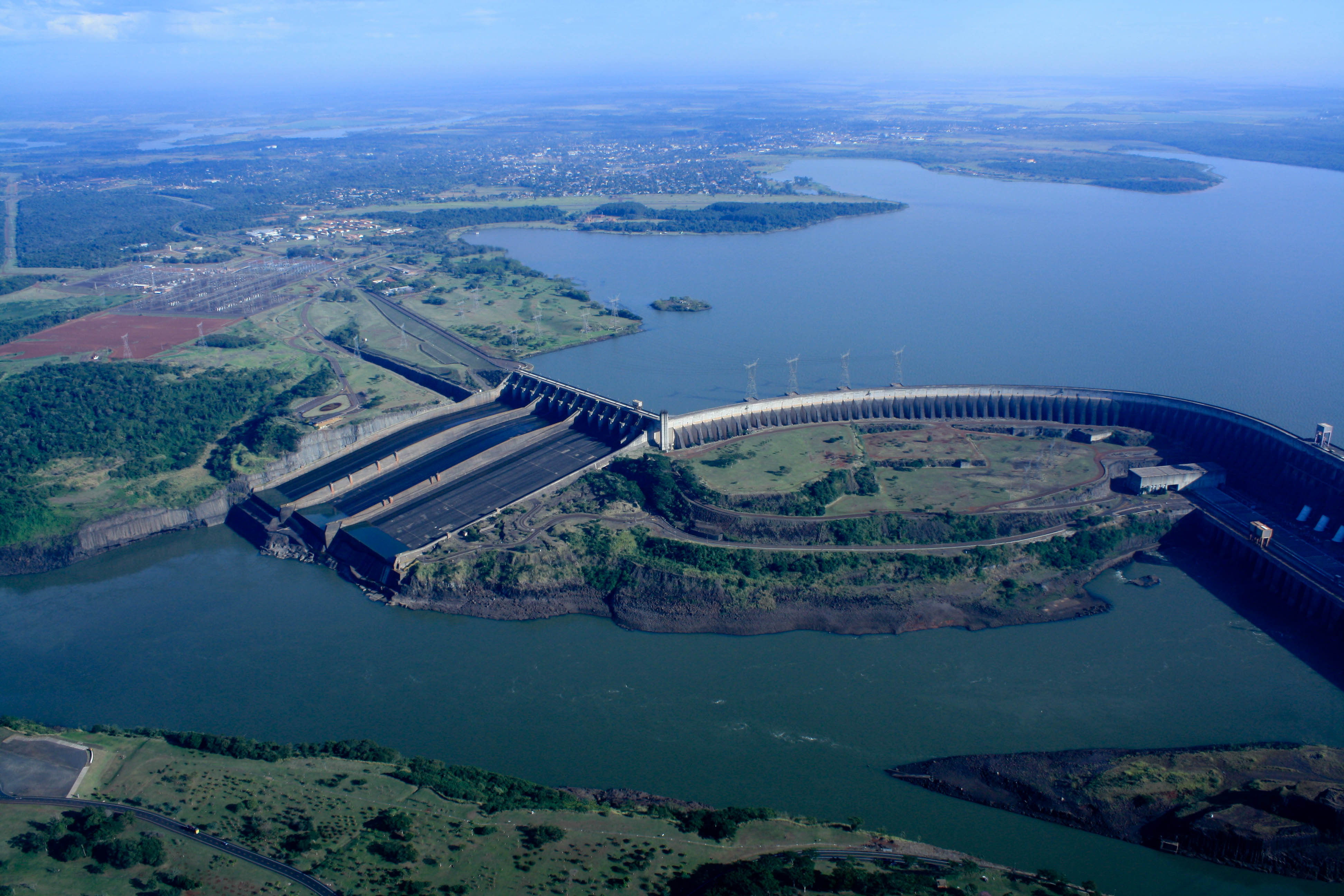
Fotografia aérea da usina.

Em 1970, o consórcio formado pelas empresas PNC e ELC Electroconsult (da Itália) venceu a concorrência internacional para a realização dos estudos de viabilidade e para a elaboração do projeto da obra. O início do trabalho se deu em fevereiro de 1971. Em 26 de abril de 1973, Brasil e Paraguai assinaram o Tratado de Itaipu, instrumento legal para o aproveitamento hidrelétrico do Rio Paraná pelos dois países. Em 17 de maio de 1974, foi criada a entidade Itaipu Binacional, para gerenciar a construção da usina. O início efetivo das obras ocorreu em janeiro de 1975. Um consórcio de construtoras, liderado pela Andrade Gutierrez, executou o projeto.
A obra levou 10 anos para ser concluída e aglutinou cerca de 40 mil trabalhadores. Foram usadas mais de 50 milhões de toneladas de terra e rocha, que foram escavadas para ser feito o deslocamento do curso do rio Paraná, o sétimo maior do mundo. A quantidade de concreto usado para construir a usina seria suficiente para erguer 210 estádios do tamanho do Maracanã, sendo que a quantidade total de ferro e o aço utilizados no empreendimento poderia ser usada para construir 380 Torres Eiffel. O volume de escavação de terra e rocha em Itaipu é 8,5 vezes maior que o do Eurotúnel e o volume de concreto é 15 vezes maior.

### Acordo Tripartite
No dia 14 de outubro de 1978, foi aberto o canal de desvio do Rio Paraná, que permitiu secar um trecho do leito original do rio para ali ser construída a barragem principal, em concreto. Outro marco importante, na área diplomática, foi a assinatura do Acordo Tripartite entre Brasil, Paraguai e Argentina, em 19 de outubro de 1979, para aproveitamento dos recursos hidráulicos no trecho do Rio Paraná desde as Sete Quedas até a foz do Rio da Prata. Este acordo estabeleceu os níveis do rio e as variações permitidas para os diferentes empreendimentos hidrelétricos na bacia comum aos três países. À época, quando os três países eram governados por ditaduras militares, havia o temor que o Brasil em um eventual conflito com a Argentina, abrisse completamente as comportas de Itaipu, aumentando os níveis de água do Rio da Prata e inundando a cidade de Buenos Aires.

### Inauguração e expansão
O reservatório da usina começou a ser formado em 13 de outubro de 1982. Em 5 de maio de 1984, entrou em operação a primeira unidade geradora de Itaipu. As 20 unidades geradoras foram sendo instaladas ao ritmo de duas a três por ano.

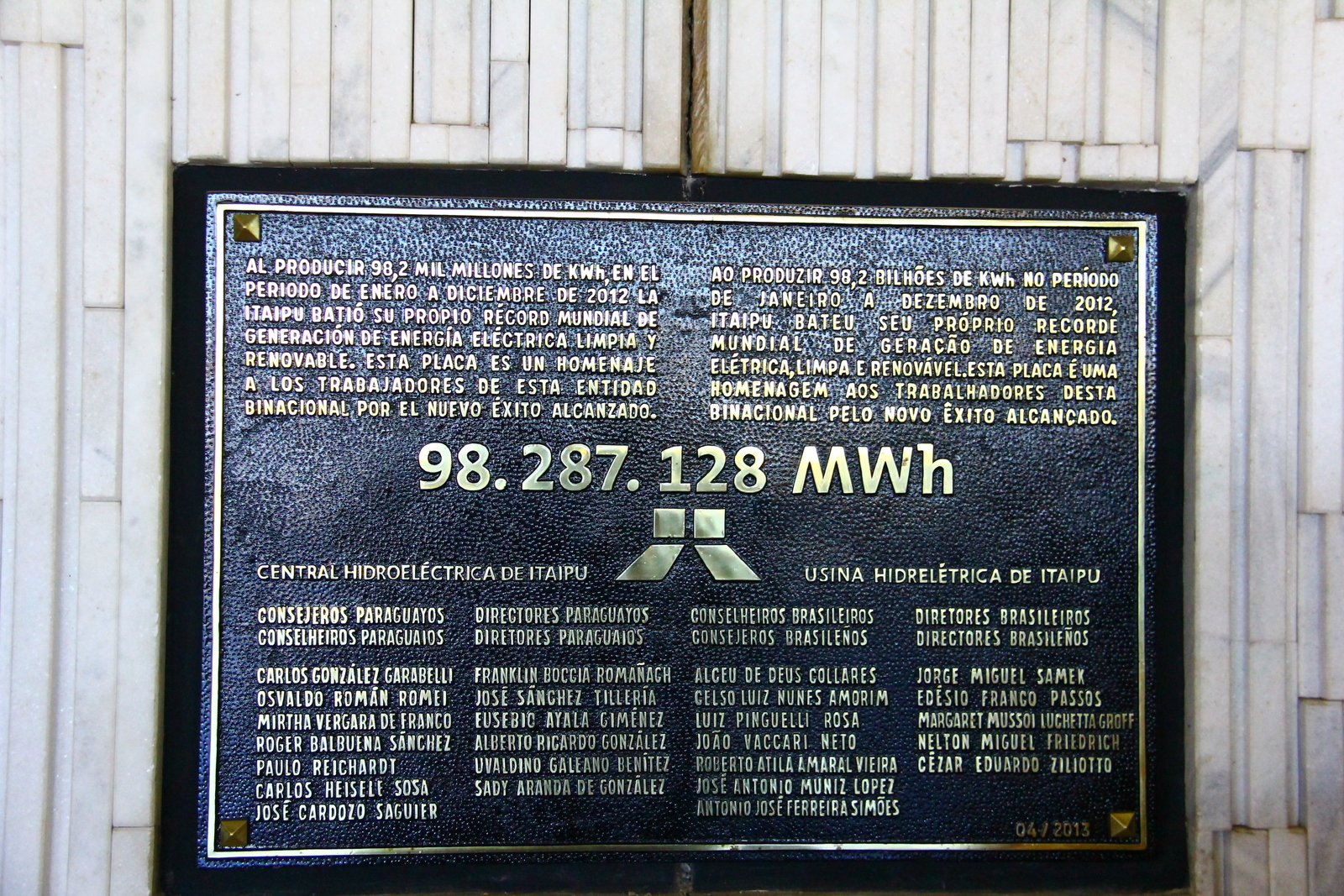
Placa comemorativa em alusão ao recorde de produção de energia.

As duas últimas das 20 unidades geradoras projetadas entraram em operação entre setembro de 2006 e março de 2007, elevando a capacidade instalada de Itaipu para 14 mil MW, concluindo a execução da obra. Este aumento da capacidade permite que 18 unidades geradoras permaneçam gerando energia o tempo todo, enquanto duas permanecem em manutenção.
A capacidade de geração da usina é de 14 GW por ano, sendo que a potência nominal de cada unidade geradora (turbina e gerador) é de 700 MW. No entanto, devido ao fato de a queda bruta real ser um pouco maior do que a queda bruta projetada, a potência disponível em cada unidade geradora é de aproximadamente 750 MW na maior parte do tempo, aumentando a capacidade de geração de energia da usina. Em 2004, quando completou 20 anos de atividade, a usina já havia gerado energia suficiente para abastecer o mundo durante 36 dias.

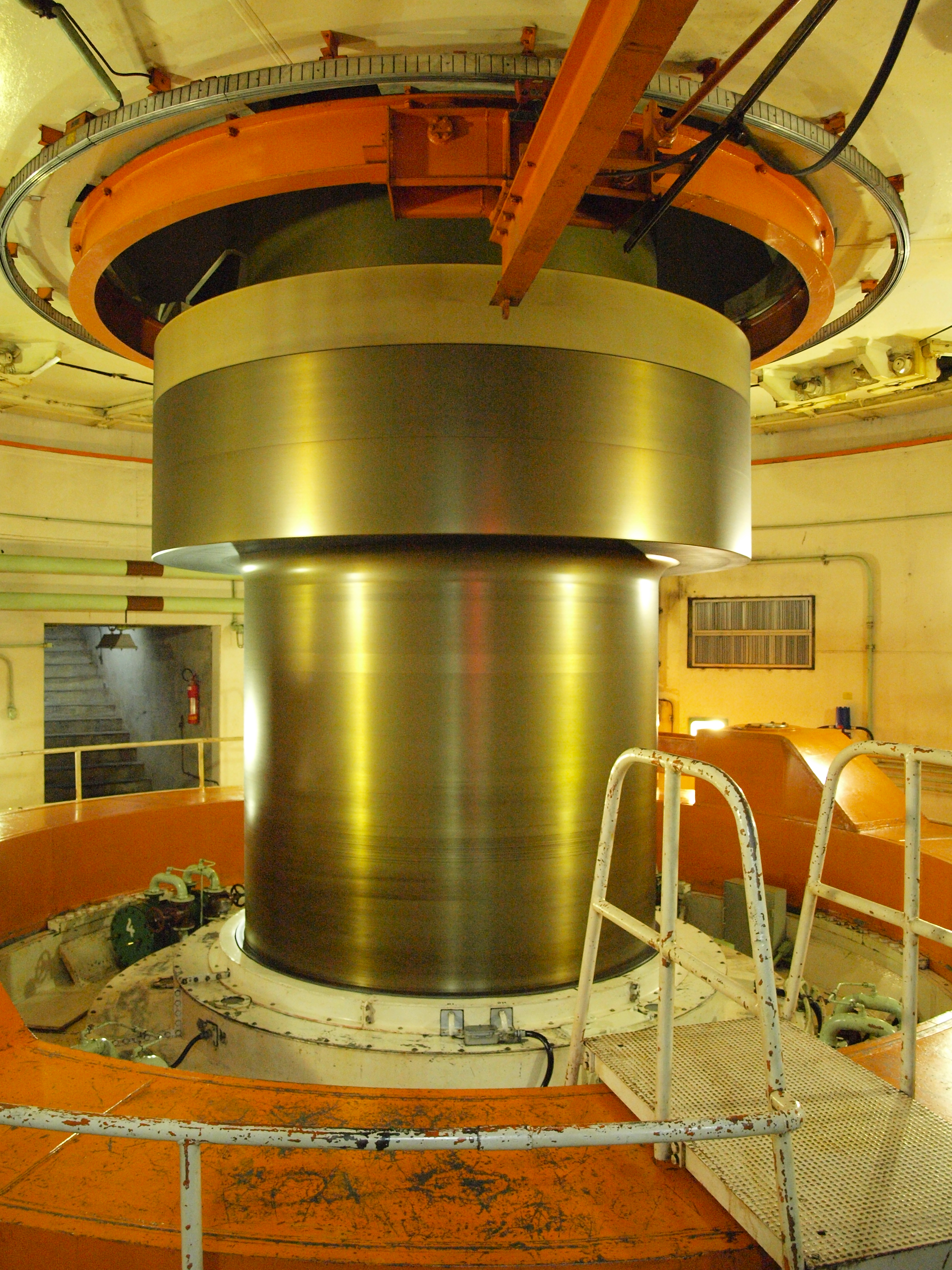
Eixo que acopla a turbina ao gerador.

Em abril de 2014, foi celebrado o Acordo de Cooperação entre Itaipu Binacional e a Administración Nacional de Electricidad (ANDE) para reforçar o Sistema Elétrico do Alto Paraná, no Paraguai.

### Privatização da Eletrobras
Em junho de 2022, a Empresa Brasileira de Participações em Energia Nuclear e Binacional (ENBPar) sucedeu a Eletrobras para os efeitos do Tratado de Itaipu, em razão de sua privatização.
A ENBPar foi criada com o objetivo de assumir as atividades da Eletrobras que não podiam ser privatizadas, como as empresas Itaipu Binacional e Eletronuclear (Usinas Angra 1, 2 e 3) e a gestão de políticas públicas, nos termos da lei 14.182/2021, que dispôs sobre a privatização da Eletrobras.

### Quitação do financiamento
Para a construção da usina, foram firmados mais de 300 contratos de financiamento, com cerca de 70 credores brasileiros, paraguaios e de outras nacionalidades. Entre os principais financiadores estão: Eletrobras, BNDES, Finame, Banco do Brasil e instituições financeiras internacionais, como Citibank, Dresdner Bank, Deutsche Bank, Swiss Bank Corporation e JPMorgan.
Em fevereiro de 2023, os contratos de empréstimos e financiamentos oriundos da construção da hidrelétrica foram quitados, com exceção do contrato firmado com o Tesouro Nacional Brasileiro, liquidado em abril de 2024, mediante a utilização de cauções contratadas por Itaipu em 1992.
O valor do pagamento da última parcela foi de US$ 115 milhões, sendo US$ 107 milhões ao BNDES (Banco Nacional de Desenvolvimento Econômico e Social) e US$ 8 milhões à Eletrobras.

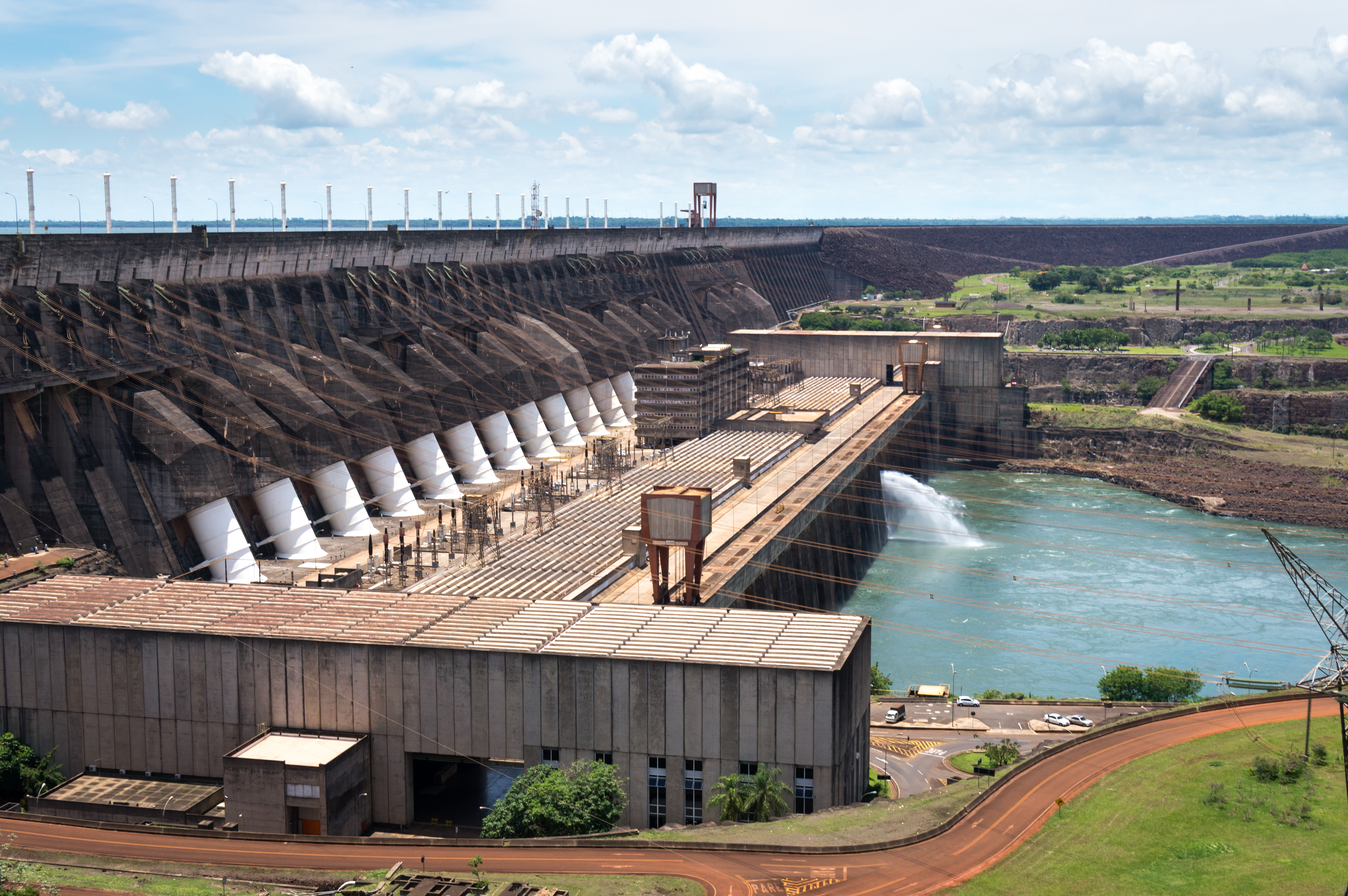
Itaipu Binacional

Ao longo desse período, os consumidores brasileiros e paraguaios pagaram US$ 63,3 bilhões para quitar a dívida contraída para construção da usina, dos quais US$ 35,4 bilhões foram a título de amortização de empréstimos e financiamentos e US$ 27,9 bilhões como encargos financeiros.

### Bônus de Itaipu
Em junho de 2023, foi anunciado pela Agência Nacional de Energia Elétrica (Aneel) que o saldo positivo nas contas de Itaipu de 2022  iria reduzir a conta de luz em julho no Brasil. Com a medida, serão creditados R$ 405,4 milhões nas faturas de 81 milhões de unidades consumidoras rurais e residenciais, com consumo faturado inferior a 350 KWh, um desconto de até R$ 15 na conta de luz individual.
Em 2024, o bônus anunciado foi de R$ 1,2 bilhão.

### Revisão do Anexo C

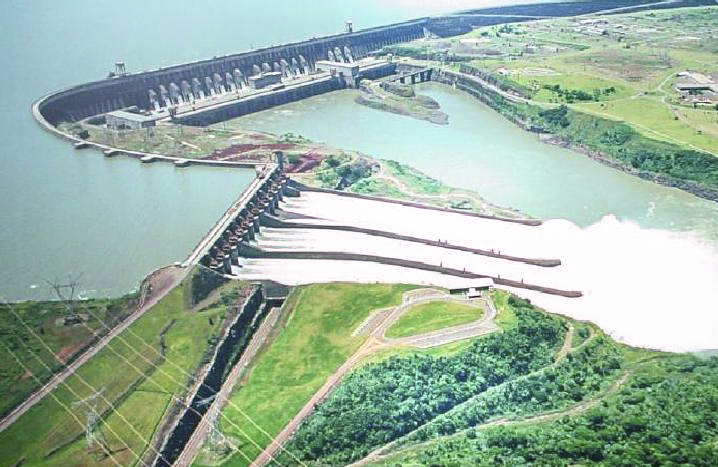
Vertedouro da usina

O Anexo C do Tratado de Itaipu, que trata das bases financeiras e de prestação de serviços de eletricidade, prevê que o documento pode ser revisto após 50 anos de vigência, o que ocorreu em abril em 2023. Em abril de 2024, foi iniciada a negociação para a revisão do Anexo C do Tratado de Itaipu, sendo conduzida pelos ministérios de Relações Exteriores do Brasil e Paraguai – as Altas Partes Contratantes. 
Em maio de 2024, foi anunciado um acordo entre os dois governos, estabelecendo que a partir de 2027 a tarifa de Itaipu ficará entre US$ 10 e US$ 12 por kilowatt (kW), remunerando apenas os custos de operação e manutenção (O&M) da usina, uma queda de 30% em relação ao preço vigente da energia gerada.
A partir de 2027, o Paraguai poderá vender sua parte da geração de Itaipu ao mercado livre de energia do Brasil, abrindo a possibilidade de estabelecer contratos de longo prazo e preços variáveis, conforme o cliente. Dessa forma, a energia excedente do lado paraguaio de Itaipu terá de ser comercializada competindo com os geradores nacionais. A parcela brasileira de Itaipu (50%) continuará sendo alocada ao mercado regulado (distribuidoras de energia).
Como contrapartida, o ajuste no Anexo C Tratado de Itaipu deve ser concluído até 31 de dezembro de 2024 e ainda precisa ser ratificado pelo Congresso Nacional do Brasil para entrar em vigência.